# 蒐集奇譚イット
『蒐集奇譚イット』（しゅうしゅうきたんイット）は、座紀光倫による日本の漫画作品。スクウェア・エニックスのウェブコミック配信サイト『ガンガンONLINE』2013年4月18日更新分から2014年2月20日更新分まで毎月第3週更新で連載された。
2012年3月15日から2012年5月17日読み切り作品『イット Vorspiel 〜フォアシュピール〜』が同誌に掲載されていた。
なお、今作では『イット Vorspiel 〜フォアシュピール〜』についても合わせて解説する。

## 内容
『あやかし荘』に暮らすコレクターの男性一人（イット）が様々な人々から依頼を引き受け事件を解決するを描いた漫画作品。
『イット Vorspiel 〜フォアシュピール〜』では西洋が舞台だったが、『蒐集奇譚イット』では大正〜昭和時代の日本に変更された。

## 登場人物
一人（イット）
コレクターを生業とする少年。
黄泉幻外套（よみげんマント）と呼ばれている黄泉と繋がっているという噂のマントを着ている。
百合（リリー）
イットにくっついてきた女性。
帯十伸助
よくしゃべる。

## 書誌情報
- 座紀光倫 『蒐集奇譚イット』 スクウェア・エニックス〈ガンガンコミックスONLINE〉、全2巻
  1. 2013年9月21日発売、ISBN 978-4-7575-4067-5
  2. 2014年4月21日発売、ISBN 978-4-7575-4282-2